# Sistema de inmigración en Canadá

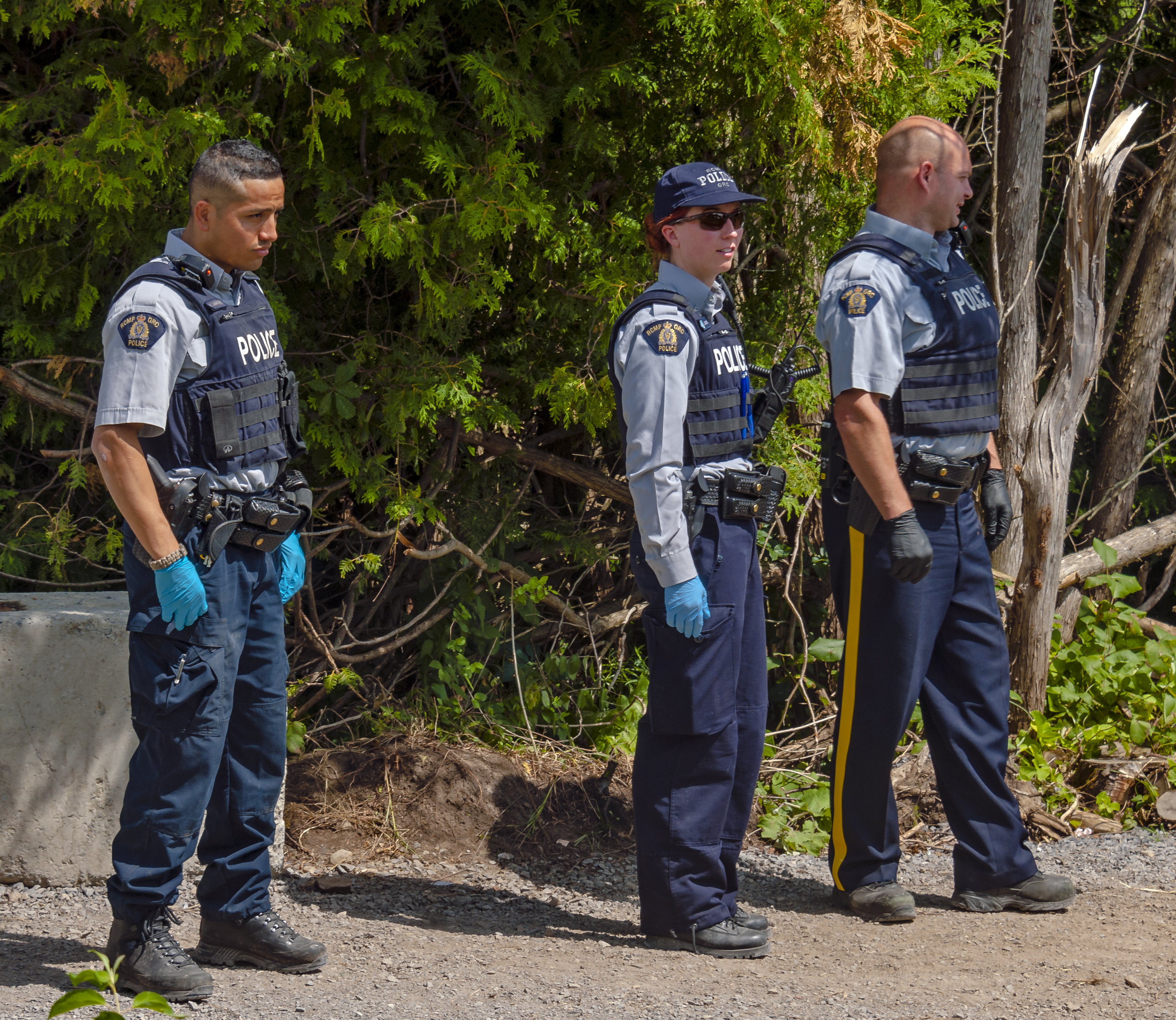
Agentes de la RCMP en la frontera estadounidense en Saint-Bertrand-de-Lacolle, Quebec

El sistema de inmigración en Canadá es el conjunto de políticas, regulaciones y procedimientos que regulan la entrada y permanencia de extranjeros en el país. Canadá, conocido por su política migratoria abierta y receptiva, ha sido un destino popular para inmigrantes y refugiados de todo el mundo. El país se ha beneficiado enormemente de la diversidad cultural y económica que aportan los inmigrantes, y ha establecido un sistema robusto que busca atraer a personas calificadas, reunir familias y proporcionar refugio a quienes lo necesitan.
La inmigración en Canadá se gestiona principalmente a través de Immigration, Refugees and Citizenship Canada (IRCC), el departamento federal responsable de las políticas y programas de inmigración, refugio y ciudadanía. Existen múltiples vías y categorías de inmigración, incluidos programas económicos, de reunificación familiar y programas humanitarios. Canadá también ha establecido acuerdos con sus provincias y territorios, permitiéndoles establecer sus propios criterios de selección para responder a sus necesidades demográficas y laborales específicas.
Themrise Khan, profesional independiente en investigación, destaca el racismo endémico en la sociedad canadiense. Argumenta que, de no abordarse, y al mismo tiempo expandir la inmigración económica, podría desalentar a los migrantes de venir o quedarse en Canadá.Hay claras indicaciones tanto del gobierno como del público canadiense a favor de incrementar las metas de inmigración —con un objetivo de 1.5 millones de residentes permanentes entre 2023 y 2025, frente al millón aproximado de 2020-22— y de encuestas que muestran una opinión pública cada vez más favorable hacia la inmigración, persisten problemas.

## Tipos de visado
Khan indica que, aunque existen indicios de una actitud proinmigrante y los evidentes beneficios económicos de la inmigración (como herramienta para solucionar la escasez laboral endémica de Canadá), las implicaciones sociales de recibir a nuevos inmigrantes están a menudo subrayadas por el racismo y la discriminación hacia las "minorías visibles". Khan cita ejemplos como la "mayor vigilancia de ciertas poblaciones inmigrantes, intenso escrutinio de algunos de sus recursos financieros y discriminación contra trabajadores migrantes".Además de incidencias de delitos de odio contra miembros de grupos inmigrantes, Khan enfatiza que los inmigrantes son vistos como "objetivos numéricos" para ser alcanzados en un plazo determinado, una forma de subyugación dialéctica que tiene consecuencias reales en la percepción de los nuevos llegados tanto por parte de inmigrantes como de canadienses.
Refugees and Citizenship Canada (IRCC) ha abordado el racismo anteriormente, propuso medidas antirracistas más fuertes en sus últimos planes. Sin embargo, estas se limitan a su estrategia organizativa y no abordan el racismo endémico en la sociedad. La implementación del Bill 96 ha llevado a recomendaciones regresivas que representan una forma de discriminación gubernamental hacia los inmigrantes.
Khan sugiere cambios sustanciales:
1. Cambiar el lenguaje en torno a la inmigración en Canadá, considerando la inmigración como un derecho humano y no un juego de números.[1]
2. No considerar la inmigración solo desde una perspectiva económica, reconociendo que los inmigrantes, al igual que los canadienses, son individuos con realidades sociales.[1]
3. Adoptar una filosofía antirracista en los servicios proporcionados a los inmigrantes.[1]
4. Asegurar que los inmigrantes no solo reciban compensación económica, sino también protección social.[1]

Canadá ofrece diversas categorías y programas para quienes desean ingresar, ya sea de manera temporal o permanente. A continuación, se presenta una tabla que resume las principales categorías de entrada:
| Tipo de entrada                                                   | Descripción |
| ----------------------------------------------------------------- | --- |
| Entrada temporal                                                  | Millones de personas de todo el mundo vienen a Canadá a visitar, trabajar o estudiar temporalmente. |
| Inmigración económica                                             | Incluye programas como: Entrada Expresa, Programa Provincial de candidatos, Trabajadores calificados seleccionados por Quebec, Programa de visa para poner en marcha una empresa y Programa de Ayudantes Familiares. |
| Reunificación familiar                                            | Los ciudadanos canadienses y los residentes permanentes pueden patrocinar a sus seres queridos, incluyendo cónyuges, parejas de hecho, hijos dependientes, padres y abuelos.                                         |
| Reasentamiento de refugiados                                      | Reasentamiento de refugiados del extranjero y un sistema de asilo en Canadá para personas con temor justificado de persecución, tortura o muerte.                                                                    |
| Estudiantes internacionales                                       | Más de 400,000 estudiantes. Tras la graduación, pueden continuar trabajando en Canadá y eventualmente solicitar inmigración permanente.                                                                              |
| Trabajadores temporales                                           | Incluye programas como el Programa de Trabajadores Temporales Extranjeros, Programa de Movilidad Internacional y Experiencia Internacional en Canadá.                                                                |
| Entrada irregular                                                 | Entradas irregulares a Canadá por un lugar distinto a un puerto de entrada, que no garantiza permanencia en el país y puede resultar en detención y proceso de deportación.                                          |
| Fuente: Ministerio de Inmigración, Refugiados y Ciudadanía Canadá | |

### Crisis en el reagrupamiento familiar: aumento de los tiempos de espera en Quebec
En Quebec existe un sistema tensionado por la discrepancia entre el número de solicitudes y los espacios disponibles para la reunificación familiar. La provincia de Quebec ha establecido límites máximos de admisión para el reagrupamiento familiar, los cuales se han alcanzado prácticamente en el año en curso. Esto ha provocado que el gobierno federal no pueda acelerar el procesamiento de las solicitudes sin superar los cuotas fijados por el gobierno de Legault.Los tiempos de espera para patrocinar a un cónyuge que vive en el extranjero se han duplicado en comparación con otras provincias de Canadá, aumentando de 33 a 41 meses, casi tres años, mientras que en otras provincias se mantienen en 13 meses. Este aumento en los tiempos de espera se debe a un límite en el número de espacios disponibles para la reunificación familiar en Quebec, lo que hace que el número de familias en espera crezca, alcanzando las 38,800 en julio de 2023.
El aspecto más crítico de esta situación es el número limitado de admisiones anuales establecido por el gobierno de François Legault, aproximadamente 10,400, a pesar de un inventario de casi 40,000 casos pendientes. Esta limitación crea un cuello de botella significativo, llevando a una acumulación de casos y una gran angustia entre las parejas afectadas.Según Me Lapointe, el gobierno provincial, bajo el Acuerdo Canadá-Quebec que especifica el papel de cada nivel de gobierno en materia de inmigración, no tiene la autoridad para imponer un cuota en la categoría de reunificación familiar. Sin embargo, al procesar solo el número de casos deseado por el gobierno de Legault, Ottawa también estaría incumpliendo los términos de este acuerdo.
Me Lapointe ha solicitado a Ottawa que finalice todos los casos de reunificación familiar destinados a Quebec que excedan el plazo de 12 meses, actualmente vigente en el resto del país, dentro de los próximos 60 días. Además, insta al gobierno de Quebec a despejar completamente los inventarios de reunificación familiar y a abolir su objetivo de 10,400 admisiones por año en esta categoría.Si la ministra Christine Fréchette no cumple, Me Lapointe sugiere otra solución: crear un objetivo de admisión dinámico que se ajuste según la oferta y la demanda, para así respetar siempre el plazo medio de procesamiento de 12 meses.Me Lapointe ordena a ambos niveles de gobierno que reabran el Acuerdo Canadá-Quebec para renegociar los roles y responsabilidades de cada uno. Si los dos gobiernos no actúan dentro de los 60 días asignados, Me Lapointe tiene la intención de presentar una solicitud de juicio declarativo ante el Tribunal Superior.La ministra Fréchette, antes de una reunión del consejo de ministros, optó por no comentar sobre esta situación ante los periodistas. Monsef Derraji, portavoz del Partido Liberal de Quebec en materia de inmigración, y Guillaume Cliche-Rivard, portavoz de Québec solidaire en la misma materia, también han expresado su preocupación por la situación actual y la necesidad de una solución.
El Ministerio de Inmigración de Quebec ha expresado su comprensión por el estrés que estos retrasos causan a las familias y ha atribuido la responsabilidad al gobierno federal. El tratamiento de los casos después de la emisión de los certificados de selección de Quebec es responsabilidad del gobierno federal, que admite a las personas según las metas establecidas por Quebec. El gobierno federal, por su parte, enfrenta sus propios problemas con retrasos significativos en sus programas, como se destaca en el informe de la auditora general de Canadá.Los críticos de la oposición argumentan que el gobierno de Legault tiene la capacidad de actuar para reducir la espera para miles de familias. Sin embargo, con la admisión máxima casi alcanzada, el gobierno federal tiene dificultades para acelerar las solicitudes sin exceder los cuotas. Esto ha llevado a críticas de los portavoces de la oposición en materia de inmigración, quienes sugieren que los retrasos seguirán aumentando y plantean el riesgo de demandas judiciales por demoras excesivas.
Monsef Derraji, portavoz del Partido Liberal en asuntos de inmigración, califica la situación como inhumana, destacando la dificultad emocional de las familias separadas y cuestionando la insistencia del gobierno provincial. Asimismo, miembros de colectivos como Québec réunifié resaltan la importancia de que la población entienda que el reagrupamiento familiar podría afectar a cualquier persona en el futuro.Los expertos sugieren que el gobierno de Quebec podría modificar los porcentajes de sus umbrales de inmigración, disminuyendo la proporción de inmigrantes económicos y aumentando la de la reunificación familiar, una categoría que se considera ha sido olvidada en el plan de inmigración pero que es esencial para la sociedad.

## Sistema de dos niveles en Quebec
En el "sistema de inmigración de dos niveles" se refiere a cómo las propuestas de política de inmigración de la provincia de Quebec resultan en un tratamiento preferencial para inmigrantes económicos (aquellos seleccionados en función de su capacidad para contribuir a la economía, como trabajadores calificados) en detrimento de otras categorías, como aquellos que buscan reunificación familiar. Bajo tal sistema:
1. Primer nivel: Inmigrantes económicos que serían admitidos más rápidamente debido a la percepción de que llenan un vacío laboral inmediato o satisfacen necesidades económicas. Estos inmigrantes podrían tener acceso a más recursos, un proceso de aplicación más rápido o reglas más flexibles.[5]
2. Segundo nivel: Otros inmigrantes, como aquellos que vienen a través de programas de reunificación familiar o como refugiados. Estos inmigrantes podrían enfrentar tiempos de espera más largos, menos recursos o criterios más estrictos.[5]

El uso del término "sistema de inmigración de dos niveles" lleva una connotación negativa, sugiriendo que es injusto o discriminatorio al otorgar un trato preferencial a un grupo sobre otro. La creación de tales sistemas puede generar tensiones políticas y sociales, y es un tema de debate en muchas naciones que luchan por equilibrar las necesidades económicas con consideraciones humanitarias y familiares.En un esfuerzo por responder a las demandas laborales, Legault anunció poco después de su elección que Quebec aceptaría cerca de 12,000 inmigrantes menos en 2019, representando una disminución de casi el 20% en comparación con las cifras del anterior gobierno liberal. Más recientemente, ha solicitado al gobierno federal una mayor flexibilidad para que Quebec pueda incrementar el número de inmigrantes económicos que acepta, lo que llevaría a una reducción proporcional en las admisiones de otros tipos de inmigrantes, en particular aquellos que vienen a través de programas de reunificación familiar y reasentamiento. 

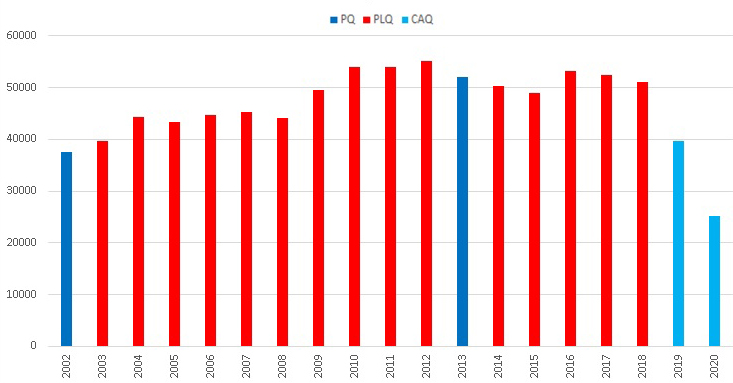
Número de inmigrantes recibidos en Quebec según el gobierno en lugar desde 2002 hasta 2020

Si bien este nuevo enfoque beneficiaría a las empresas al proporcionarles el talento necesario, se prevé que prolongará los tiempos de espera para aquellos que buscan la reunificación familiar. Actualmente, el tiempo de espera en Quebec para procesar una solicitud de reunificación familiar es de unos 41 meses. La proporción de inmigrantes económicos se eleva a 65%, este tiempo aumenta a tres años, según fuentes federales.Esto trae un efecto secundario no deseado, ya que los inmigrantes calificados que Quebec optan por trasladarse a otras provincias o territorios de Canadá, en lugar de enfrentarse a largos períodos de separación de sus familias.

## Permisos de trabajo cerrado
Uno de los elementos más destacados y controvertidos de este sistema es la implementación de los permisos de trabajo cerrados. Estos permisos vinculan a los trabajadores extranjeros con un empleador específico. La Asociación en Defensa de los Derechos de Trabajadores del Hogar y Agrícolas (DTMF) ha señalado que tales permisos pueden colocar a los trabajadores en una situación de vulnerabilidad, al limitar su capacidad de cambiar de empleador.Dicha vulnerabilidad ha sido respaldada por observaciones de organismos internacionales. Por ejemplo, el Relator Especial de las Naciones Unidas sobre las Formas Contemporáneas de Esclavitud ha expresado preocupaciones sobre cómo estos permisos pueden exponer a los trabajadores a abusos sin poder denunciarlos por miedo a represalias, como la deportación.
Además, en el contexto de estas políticas, se ha registrado un aumento en el número de trabajadores extranjeros temporales en Quebec. Esta tendencia ha alimentado debates sobre si la provincia busca una integración a largo plazo de los inmigrantes o si está favoreciendo una dinámica de rotación laboral.Grandes sindicatos, como la Confédération des syndicats nationaux (CSN) y la Fédération des travailleurs et travailleuses du Québec (FTQ), han apoyado iniciativas que buscan una revisión y reforma de estos permisos. Estas organizaciones sostienen que, más allá de los derechos formales, los trabajadores a menudo enfrentan amenazas y temores que limitan su capacidad de actuar en defensa de sus propios intereses.

## Programa de patrocinio
Una situación que ha puesto de manifiesto tensiones en los sistemas de inmigración de Canadá y posibles alegatos de discriminación se centra en la experiencia de Laurianne Lachapelle. Esta ciudadana quebequense ha estado aguardando por más de un año la llegada de su esposo, originario de Guatemala, a Canadá, a través de un programa de patrocinio. Debido a los prolongados tiempos de espera, Laurianne se vio en la situación de reconsiderar su residencia en Québec y enfrentar decisiones personales extremadamente difíciles, incluido el aborto.
Lachapelle se casó con un guatemalteco en enero de 2022. En agosto del mismo año, presentó una solicitud como parte del programa para patrocinar a un cónyuge o pareja que vive en el extranjero. Originalmente, el tiempo estimado de espera era de 13 meses, pero un año después, este período se duplicó, alcanzando al menos 24 meses.
Según datos proporcionados por el Journal de Montréal en julio, aproximadamente 37.000 solicitudes de patrocinio previamente aprobadas por Québec estaban pendientes de tratamiento. Esto contrasta con una meta de admisión anual de cerca de 10.600 personas.
Ante la demora y la incertidumbre de la llegada de su esposo, y tras quedar embarazada, Lachapelle tomó la dolorosa decisión de abortar. Explicó: "No fue mi elección, porque si mi esposo hubiera tenido la oportunidad de venir a Québec, nuestra familia habría comenzado ahora. No podía imaginarme viviendo mi embarazo sola. Es algo que queríamos vivir juntos. Pienso en ello todos los días y me duele. Fue una elección horrible que tuve que hacer".

### Reacción gubernamental
Christine Fréchette, ministra de Inmigración, Francización e Integración, respondió a las preocupaciones sobre los retrasos en inmigración destacando que se estaba llevando a cabo una comisión parlamentaria sobre el tema. Sin embargo, evitó referirse a casos individuales y enfatizó la importancia de los datos en su conjunto. La respuesta gubernamental fue percibida por Lachapelle como carente de humanidad, sugiriendo un posible alejamiento del gobierno de los problemas reales enfrentados por las personas.

## Francización forzada
La inseguridad cultural ha sido una constante en la psique de los francófonos de herencia canadiense-francesa. Esta inseguridad, según Marco Micone en su artículo "La colère d’un immigrant" publicado en Le Devoir el 3 de marzo de 2017, se origina en parte debido a la condición minoritaria de los francófonos en Canadá y en Norteamérica en su conjunto. Esta situación se ve exacerbada por la atracción que ejerce el idioma inglés sobre varios inmigrantes.A través de la historia, los quebequenses han construido un relato en el cual la lengua francesa se encuentra "amenazada", "asediada" y "enferma". Esta narrativa ha sido utilizada tanto para movilizar a la comunidad como para despertar conciencias. La percepción del francés como un lenguaje bajo asedio ha galvanizado acciones y discursos en defensa de la lengua y la cultura.
Sin embargo, hay quienes interpretan esta inseguridad cultural y lingüística como un signo de xenofobia colectiva. Relacionar directamente el sentimiento de inseguridad lingüística de los quebequenses con un "discurso antiinmigrante" es un paso audaz. A lo largo de los años, la lucha por preservar la lengua francesa en Quebec ha ido de la mano con esfuerzos para integrar a los inmigrantes en esta cultura.
Francización se refiere al proceso de hacer que algo o alguien se vuelva francés en términos de cultura, lengua, identidad, etc. Puede referirse tanto al proceso de adaptar algo a la cultura francesa como a la asimilación de individuos o comunidades a la cultura francesa.

### Proyecto de ley 101: Fortalecimiento del francés a expensas de las Minorías
Los derechos lingüísticos han sido un tema controvertido en la provincia canadiense de Quebec durante décadas. Hace más de 45 años, en 1977, se promulgó la Ley 101, Carta de la lengua francesa en Quebec, por el gobierno de Quebec.
La Ley 101 o Carta de la Lengua Francesa es una ley promulgada en 1977 en la provincia de Quebec, Canadá, con el propósito principal de fortalecer el uso del francés como lengua oficial y predominante en la provincia. La ley ha sido objeto de múltiples debates y críticas desde su implementación debido a sus implicaciones en la comunidad anglófona y otras minorías lingüísticas.Desde la rebelión de 1837, los francófonos en Canadá han tenido una posición en la cual el inglés ha sido predominante en estructuras políticas y económicas, especialmente en provincias como Ontario, Nuevo Brunswick y Manitoba. El Acta de la Unión de 1840 y la creación de la Confederación en 1867 generaron preocupaciones sobre la preservación de la lengua y cultura francesa.
En la década de los setenta, en respuesta a la percepción de asimilación y pérdida de derechos lingüísticos, el Partido Quebequense introdujo la Ley 101, haciendo del francés la única lengua oficial de Quebec en áreas del gobierno, cortes, trabajo, educación, comunicación, comercio y negocios.

#### Implicaciones
Uno de los componentes más controvertidos de la Ley 101 es la restricción en la educación en inglés. Bajo esta ley, inmigrantes y la mayoría de los francófonos deben recibir educación primaria y secundaria en francés. Esta medida ha generado críticas por sus posibles efectos en las comunidades anglófonas y otras minorías lingüísticas en Quebec.Un análisis posterior sugiere que, aunque la Ley 101 ha tenido éxito en fortalecer el uso del francés en la provincia, ha generado preocupaciones sobre su impacto en las comunidades no francófonas, particularmente en áreas metropolitanas como Montreal.
Desde la implementación de la Ley 101, se ha observado una disminución en el número de escuelas anglófonas en Quebec, y un éxodo de hablantes de inglés a otras provincias de Canadá o a los Estados Unidos.A pesar de la presencia predominante de francófonos, Quebec ha sido históricamente diverso en términos culturales y lingüísticos. En la provincia han vivido comunidades como los indígenas, anglófonos, judíos, afrocaribeños, entre otros, que han contribuido significativamente en varios ámbitos.
El gobierno federal de Canadá ha adoptado recientemente medidas para fortalecer los derechos lingüísticos de los francófonos en todo Canadá. Sin embargo, estas medidas han generado preocupaciones sobre si se están garantizando equitativamente los derechos de las comunidades anglófonas y otras minorías en Quebec.

### Proyecto de ley 96: Protección Lingüística
El objetivo principal de esta ley de idioma de Quebec era establecer el francés como el idioma oficial de la provincia en espacios cotidianos como el gobierno, escuelas, tribunales, empresas, entre otros, a través de diversos requisitos lingüísticos.No obstante, el gobierno de Quebec aprobó una legislación titulada Ley 96, "Ley sobre el Francés, el idioma oficial y común de Quebec", que introduce nuevas modificaciones a la legislación existente de la Carta.
La Ley 96, una revisión de la Carta del Idioma Francés, fue adoptada en la Asamblea Nacional. Esta nueva legislación limita el uso del inglés en los tribunales y servicios públicos, imponiendo además requisitos lingüísticos más estrictos a pequeñas empresas, municipios y estudiantes de CEGEP. Una cláusula particularmente polémica exige que los recién llegados aprendan francés en un plazo de seis meses tras su llegada; de lo contrario, pierden el acceso a la mayoría de los servicios públicos en otro idioma.

#### Reacciones
A raíz de la reciente adopción de la Ley 96, que reforma la Carta del Idioma Francés en Quebec, diversos grupos que ayudan a inmigrantes, trabajadores migrantes y refugiados en Montreal expresan preocupación sobre el impacto que ha tenido en la comunidad inmigrante.Los trabajadores comunitarios dicen que la ley hace que sea difícil para los inmigrantes acceder a la justicia y completar tareas diarias, aumentando su aislamiento y vulnerabilidad. Además, existe la percepción de que Quebec está creando un sistema de inmigración de dos niveles. Esto podría desalentar a personas que huyen de conflictos y que solo hablen inglés básico de venir a la provincia, a pesar de las crecientes necesidades laborales. Al mismo tiempo, la provincia confía en un número creciente de trabajadores extranjeros temporales para cubrir importantes brechas laborales.

Evelyn Calugay, directora ejecutiva de PINAY, un grupo de derechos de las mujeres filipinas, compartió su experiencia personal sobre la dificultad de aprender francés. Resaltó que muchos filipinos llegan a Quebec para ocupar trabajos precarios, lo que les deja poco tiempo para aprender el idioma. También se refirió a la historia lingüística de Filipinas, enfatizando que el inglés y el español fueron idiomas impuestos a lo largo de su historia.El Primer Ministro François Legault manifestó su interés en garantizar que un mayor número de inmigrantes que ingresan a la provincia ya hablen francés. Mencionó que su gobierno ha aumentado la proporción de selección de inmigrantes que hablan francés del 55 % al 84 %. Sin embargo, el porcentaje de inmigrantes francoparlantes aceptados en la provincia por el gobierno federal es solo del 50%.
Mostafa Henaway del Migrant Workers' Centre también expresó preocupación, sugiriendo que el gobierno parece estar priorizando el trabajo migratorio temporal para complacer a su base de votantes.Por su parte, Rose Ndjel, directora de Afrique au Féminin en Parc-Extension, destacó cómo la ley podría afectar a quienes ya viven allí desde hace años y que podrían no tener acceso fácil a cursos de francés. Señaló que, en ocasiones, los niños faltan a la escuela para ayudar a traducir servicios para sus padres o abuelos, y que esta situación empeora con la nueva ley.

## Sistema Express Entry
Express Entry ha sustituido el sistema primario de verificación de los inmigrantes según principio “quien vino el primero será atendido el primero”. Express Entry usa el sistema de los puntos que se llama Sistema Complejo de Ranking (SCR) para el ranking automatizado de los candidatos interesados y selección de los candidatos más competitivos para inmigración. Los factores más estudiados serán la edad, el nivel de educación, el dominio de lengua inglesa y/o francesa y la experiencia de trabajo en Canadá. El candidato ideal será aquel que tenga la edad de 20 a 29 años, con alto nivel de educación y alto nivel de dominio de lengua inglesa o francesa.
El sorteo de Express Entry se realiza aproximadamente cada dos semanas. El gobierno federal establece el punto mínimo usando el Sistema complejo de ranking. Todos los candidatos que hayan acumulado más que el punto mínimo, recibirán la invitación oficial a presentar el pedido de residencia (ITA).
Si algunos candidatos tengan la misma calificación SCR, el sistema sorteará los pedidos según fecha y hora cuando el perfil de candidato fue enviado al sistema. En los casos raros el gobierno puede limitar el sorteo de ciertos programas de inmigración Express Entry. El punto más bajo del SCR para recibir invitación fue 199 puntos en mayo de 2017.
En 2020 el punto más bajo del SCR para aspirantes fue 415 de 1200. El mismo año los candidatos en Express Entry obtuvieron 107 350 ITA. El gobierno de Canadá determina la cuota anual para inmigrantes que entran al país a través del sistema Express Entry. En 2022 el objetivo era 91 150 personas.